# Gavrana spinosa
Gavrana spinosa là một loài tò vò trong họ Ichneumonidae.